# 1897년 아삼 지진
1897년 아삼 지진은 1897년 6월 12일 UTC 11시 6분에 영국령 인도 제국의 아삼주에서 발생한 모멘트 규모 M8.2-8.3의 지진이다. 지진으로 1,542명의 사상자가 발생했으며 여러 인프라에 치명적인 피해가 발생했다. 지진 피해는 캘커타까지 이어져 건물 수십 채가 심각한 피해를 입었으며 일부 건물은 붕괴하기도 했다. 인도 전역에 지진의 흔들림이 느껴졌으며 아마다바드와 페샤와르에서도 지진 감지가 보고되었다. 당시 버마에서는 세이시 현상도 보고되었다.

## 지진
이 지진은 실롱고원의 북쪽 가장자리를 형성한 남-남서 주향의 역단층인 올드험 단층에서 발생했다. 지진 발생한 주 단층에서 최대 11 m의 변위가 관측되었으나 일부 계산에 따르면 변위 수치가 관측된 지진 중 가장 큰 변위인 16 m까지도 보고되었다. 계산된 단층의 미끄러진 면적은 강진이 느껴진 영역을 따라 길이 약 180 km, 지표면 아래 9-45 km 깊이 영역의 큰 범위이다.

## 피해

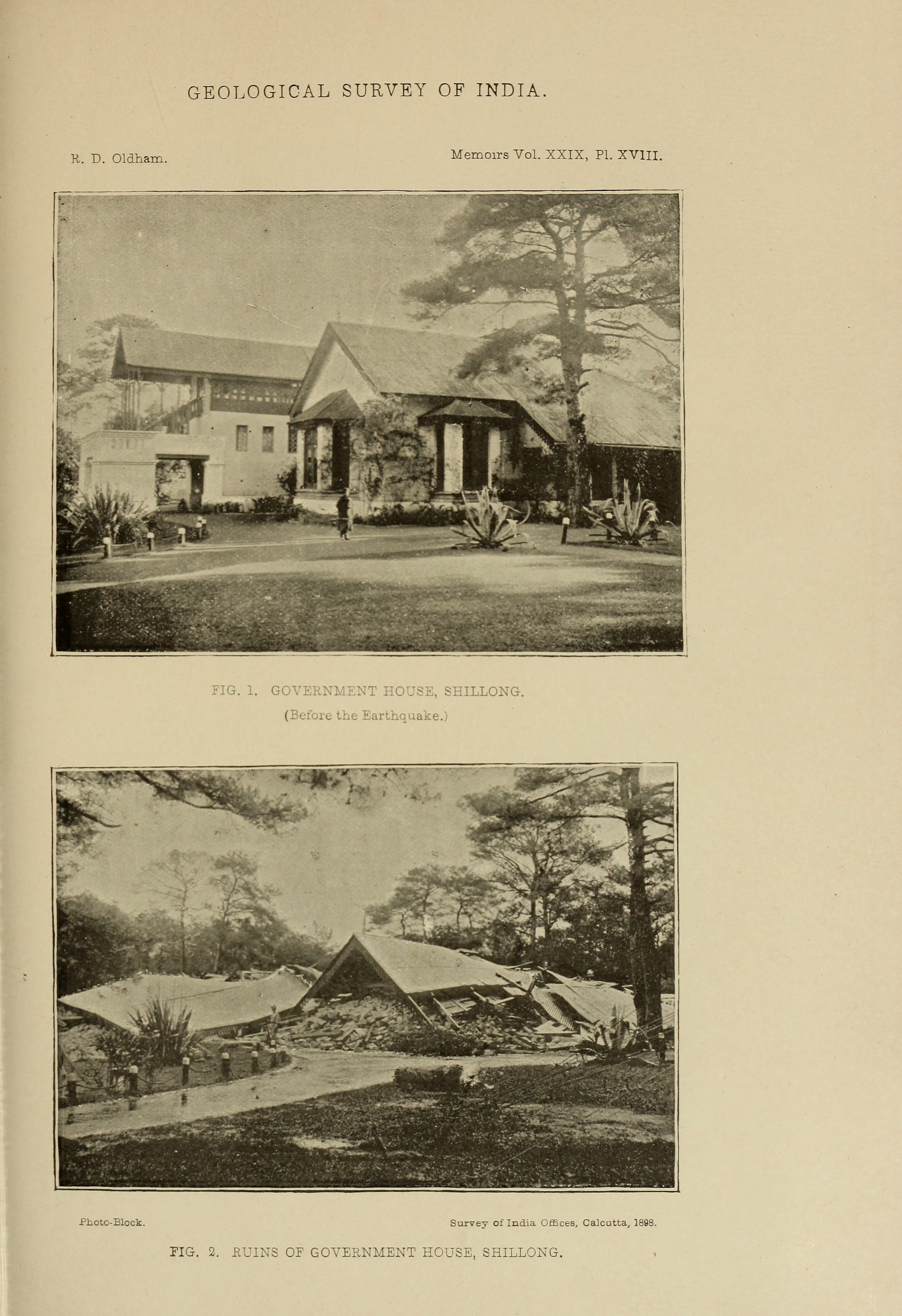
지진 이후 피해를 입은 실롱시의 정부 청사 모습.

지표면 34km 아래 발생한 것으로 추정되는 지진으로 400,000 km² 영역에 달하는 지역의 석조 건물에 피해가 발생했고, 버마에서부터 델리까지 650,000 km² 영역에 지진의 흔들림이 느껴졌다. 이웃한 국가인 부탄에서도 여러 건물이 무너지는 등 큰 피해가 발생했다. 본진의 진앙 인근에서 수십 차례의 여진이 관측되었으며, 마지막 여진은 1897년 10월 7일 세계시(UT) 기준 1시 40분에 캘커타에서 관측되었다.
본진으로 실롱고원이 약 11 m 정도 위로 올라갔다 내려갔다. 단층 길이는 약 110 km, 단층 미끄러짐 폭은 약 18 m(오차 7 m)였다. 진앙지에서 관측된 수직 가속도는 1 g 이상이었으며, 최대 지반 속도는 3 m/s로 추정된다.

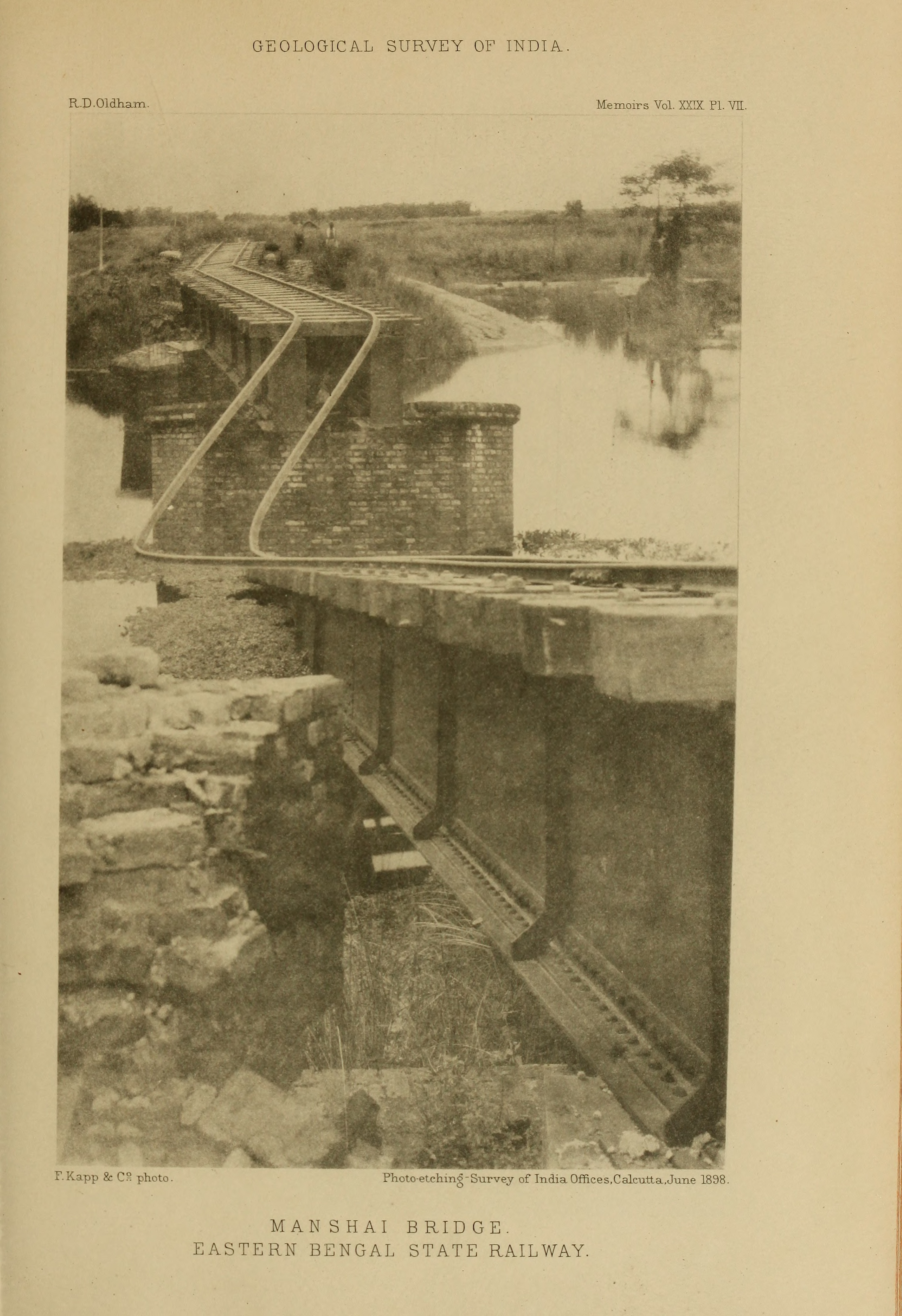
지진으로 피해를 입은 동벵골 철도 노선의 모습.

실롱에서는 지진으로 모든 돌집과 목조 건물의 절반이 손상을 입었다.:5 이 충격으로 지반이 변화해 최소 13명이 사망했다. 또한 지반 균열 현상도 보고되었다. 소라체라푼지에서는 산사태가 발생해 600명이 사망했다. 골파라에서는 마을이 있는 브라마푸트라강에서 해일이 일어나 마을 시장이 파괴되었다. 날바리에서는 땅이 파도처럼 물결쳤다는 기록이 남아 있다. 구와하티에서는 지진이 3분동안 느껴졌다. 브라마푸트라강의 수위는 약 2.3 m 상승했다. 우만난다섬 사원과 철도 노반에 피해가 발생해 5명이 사망했다. 나가온에서는 모든 벽돌집이 손상을 입었고 나무로 만든 전통 가옥과 잔디 지붕은 구부러졌다. 수 많은 작은 균열과 갈라짐이 발생했고 도로는 차량이 통과할 수 없게 바뀌었다.
실렛주에서는 수남간지구 북쪽 기슭에 살던 주민에 따르면 현지 시각 16시 30분경에 지진의 흔들림이 느껴졌다고 말했다. 지진으로 실렛에서 55명, 북 실렛에서 178명, 수남간지에서 287명, 하비간지에서 7명, 남 실렛에서 8명, 바라크계곡에서 10명 등 총 545명의 사상자가 발생했다. 수많은 건물이 붕괴되었으며 균열과 익사로 인해 사망자가 더 늘어났다. 수남간지의 한 여성은 남편과 강가에 있다가 갈라진 틈새로 추락했다고 기록되었다. 남편은 아내의 머리카락을 붙잡아 구조하러 했지만 실패했다. 크레바스 사이에 낀 여성의 시신을 건져내지 못했다. 또한 지진으로 동벵골 철도도 심하게 파괴되었다.
당시 인도 지질조사국 국장이자 이탈리아를 중심으로 여러 관측소에서 지진파를 기록하고 분석하던 리차드 딕슨 올드험은 서로 다른 경로와 서로 다른 속도로 통과하는 여러 종류의 지진파를 최초로 명확하게 보고했다.

## 같이 보기
- 1905년 캉그라 지진
- 인도의 지진 목록
- 역사지진 목록

## 참고 문헌
- Ambraseys, N. N.; Douglas, J. (2004년 10월 1일). “Magnitude calibration of north Indian earthquakes”. 《Geophysical Journal International》 159 (1): 165–206. Bibcode:2004GeoJI.159..165A. doi:10.1111/j.1365-246X.2004.02323.x. ISSN 0956-540X.
- Gahalaut, V. K.; Chander, R. (1992). “A Rupture Model for the Great Earthquake of 1897, Northeast India”. 《Tectonophysics》 204 (1–2): 163–174. Bibcode:1992Tectp.204..163G. doi:10.1016/0040-1951(92)90277-D.
- Lee, W. H. K.; Meyers, M.; Shimazaki, N. (1988). 《Historical Seismograms and Earthquakes of the World》. San Diego: Academic Press. ISBN 978-0-12-440870-8.